# John S. McCain, Jr.
John Sidney McCain Jr. (17 de enero de 1911-22 de marzo de 1981) fue un almirante de la Armada de los Estados Unidos, que sirvió en conflictos desde la década de 1940 hasta la década de 1970, incluido como comandante del Comando del Pacífico de los Estados Unidos.
Su padre John S. McCain, Sr. también fue un almirante de cuatro estrellas en la Armada y su hijo John S. McCain III fue un ex aviador naval que se retiró con el grado de Capitán y fue Senador de los Estados Unidos y fue el candidato Republicano a Presidente de los Estados Unidos en el 2008, McCain creció en Washington D. C., y se graduó de la Academia Naval de EE. UU. En 1931, después de lo cual ingresó al servicio de submarinos. En la Segunda Guerra Mundial, comandó submarinos en varios teatros de operaciones, fue responsable de hundir varios barcos japoneses, y fue condecorado tanto con la Estrella de Plata como con la Estrella de Bronce. Después de la guerra, mantuvo una variedad de comandos, especializándose en la guerra anfibia. Dirigió la invasión estadounidense de 1965 a la República Dominicana. También sirvió en varios puestos en Washington, incluida la Oficina de Asuntos Legislativos y el Jefe de Información Naval, donde se hizo influyente en asuntos políticos. Era un anticomunista incondicional, y era un gran defensor de una fuerte presencia naval que se hizo conocido como el "Sr. Seapower".
Durante la Guerra de Vietnam, McCain fue Comandante en Jefe del Comando del Pacífico (CINCPAC), comandante de todas las fuerzas estadounidenses en el teatro de guerra de Vietnam de 1968 a 1972. Fue un incondicional partidario de la política de vietnamización del presidente Richard Nixon. McCain jugó un papel importante en la militarización de la política de EE. UU. Hacia Camboya, ayudando a convencer a Nixon de iniciar la Incursión de Camboya en 1970 y de establecer una relación personal con el líder camboyano Lon Nol. McCain también fue un defensor de la incursión de 1971 en Laos. McCain se retiró de la Marina en 1972.
Su padre, John S. McCain Sr., también era almirante en la Marina y era aviador naval; y los dos fueron el primer par de padre e hijo en alcanzar el rango de cuatro estrellas, Su tío, por el lado paterno, fue el General Brigadier del Ejército de EE. UU. William Alexander McCain. Su nieto, John S. McCain IV, está actualmente asistiendo a la Academia Naval en Annapolis, Maryland, La cuarta generación de John S. McCain en hacerlo.

## Primeros años, educación y familia
McCain nació en Council Bluffs, Iowa. Su padre, un oficial subalterno en el crucero blindado USS Washington, estaba en el mar en ese momento, y su madre, Catherine Davey Vaulx, viajaba a campo traviesa para visitar a su hermana, fue llamado "Jack" por su familia, aunque también sería llamado "Junior" por otros.
La historia de su familia en el servicio militar se extendió más allá de su padre: su tío paterno era el general de brigada del Ejército estadounidense William Alexander McCain. Su árbol genealógico también tenía otras personas comprometidas en el servicio militar, después de muchas guerras. 
McCain creció en varias estaciones navales donde se envió a su padre y luego en el noroeste, Washington D. C., yendo a escuelas locales y trabajando como repartidor de periódicos. Su padre estuvo fuera del hogar por el servicio durante gran parte de su infancia, y su madre hizo gran parte de la crianza de los hijos. Se graduó de Central High School en el distrito. McCain ingresó a la Academia Naval de los Estados Unidos en 1927, a los 16 años. No le gustaba la tradición de hostigamiento y las restricciones de comportamiento de Annapolis, y acumuló muchos deméritos y obtuvo calificaciones mediocres durante sus años en la Academia.
Como escribió un biógrafo, McCain "recibió permiso de medianoche no autorizado y pasó gran parte de sus cuatro ... años en disputa con la autoridad y trabajando en dosis masivas de servicio extra". Más tarde, McCain declaró: "Era conocido como un plebe "caro", y ese es el plebe que no se conforma siempre con las reglas y regulaciones específicas de los alumnos de último año. Algunos de estos hombres de clase alta ... requerirían que hicieras cosas que solo incitaban a la rebelión y al motín en mí, ¿ven? " 
En un momento dado, McCain tenía tantos deméritos que corría el riesgo de no graduarse; su salidas a fiestas y bebida fueron especialmente peligrosas ya que se llevaban a cabo durante la Prohibición. Durante gran parte de su último año allí, fue desterrado de Bancroft Hall, la residencia habitual de guardiamarinas, y forzado en su lugar a vivir en los cuarteles del barco Reina Mercedes. Se graduó en 1931, terminando en el lugar 423 de 441 en el rango de la clase, decimonoveno desde el final.
Después de la graduación, se le encomendó una insignia y se le asignó el deber a bordo del acorazado Oklahoma en el Pacífico. Se postuló a la escuela de vuelo para convertirse en aviador naval, pero fue rechazado debido a un soplo cardíaco, y en cambio fue aceptado en la Escuela Submarina de la Base Naval Submarina de New London en Connecticut. Allí se colocó 28 de 29 en su clase.
Mientras estaba estacionado en Oklahoma en Long Beach, California, McCain conoció a Roberta Wright, estudiante de primer año en la Universidad del Sur de California, cuyo padre fue un explorador de vida salvaje exitoso. Después de que la madre de Roberta se opuso a que su hija se relacionara con un marinero, la pareja se fugó a Tijuana, México, casándose en el Caesar's Bar el 21 de enero de 1933. McCain fue suspendido cinco días por abandonar el barco sin permiso. La pareja tendría tres hijos: Jean Alexandra "Sandy" McCain (nacido en 1934), John Sidney McCain III (nacido en 1936 en la Estación Aérea Naval Coco Solo en la Zona del Canal de Panamá) y Joseph Pinckney McCain II (nacido en 1942 en la Base Naval Submarina New London).
La familia fue frecuentemente desarraigada cuando siguieron a McCain desde New London hasta Pearl Harbor, Hawái y otras estaciones en el Océano Pacífico; Roberta asumió el papel principal en la crianza de los niños. En 1934, McCain fue elogiado por su lealtad y por desempeñar sus funciones muy bien, pero su informe de estado físico dijo que sufría de nerviosismo, y que fue tratado para perder peso en el Hospital Naval de Pearl Harbor. Sirvió en los antiguos submarinos de la Primera Guerra Mundial, S-45 y R-13. De 1938 a 1940, regresó a la Academia Naval para enseñar ingeniería eléctrica a guardiamarinas. Más tarde dijo de esta posición: "Los muchachos aprendieron lo suficientemente pronto como para nunca intentar engañar a un viejo gilipollas". En 1940 y principios de 1941, navegó en el más moderno Skipjack (comandado por Larry Freeman) como parte del SubDiv 15 de la Flota del Pacífico, bajo el Capitán Ralph Christie. En abril de 1941, McCain fue separado de su primer comando, el antiguo O-8, puesto en servicio de nuevo como un barco de entrenamiento en la Escuela Submarina en New London.